# Götzenthal
Götzenthal ist eine zur Stadt Meerane gehörige Siedlung im Landkreis Zwickau (Freistaat Sachsen). Sie besteht aus den historischen Orten (Ober-)Götzenthal und Untergötzenthal. Während das einst zu Thüringen gehörige Untergötzenthal mit der Umgliederung nach Sachsen am 1. April 1928 zur Stadt Meerane kam, wurde das immer zu Sachsen gehörige Obergötzenthal am 1. Juli 1936 eingemeindet. Heute wird die Siedlung häufig mit der Nachbarsiedlung Crotenlaide gemeinsam erwähnt.

## Geografie

### Geografische Lage
Götzenthal bildet mit Crotenlaide ein zusammenhängendes Wohngebiet im Norden der Stadt Meerane. Beide Stadtteile werden nur durch das Meerchen voneinander getrennt. Götzenthal wird im Norden und Westen von der Landesgrenze zu Thüringen und im Osten vom Meerchen begrenzt. Die Grenze zwischen Obergötzenthal im Süden und Untergötzenthal im Norden verläuft zwischen der Kreuzung „Götzenthal“/„Merlacher Weg“ im rechten Winkel zur Bahnstrecke Glauchau-Schönbörnchen–Gößnitz.

### Nachbarorte
|         | Hainichen                                   |             |
| Merlach | Kompassrose, die auf Nachbargemeinden zeigt | Crotenlaide |
| Ponitz  | Meerane                                     |             |

## Geschichte
Das Waldhufendorf Götzenthal nördlich von Meerane wurde im Jahr 1525 als „im Götzenthall zu Mheraw gelegen“ erwähnt. Götzenthal war wie der heute ebenfalls zu Meerane gehörige Ort Waldsachsen bis 1928 in einen sachsen-altenburgischen bzw. thüringischen (Untergötzenthal) und einen sächsischen Anteil (Obergötzenthal) geteilt.

### Untergötzenthal

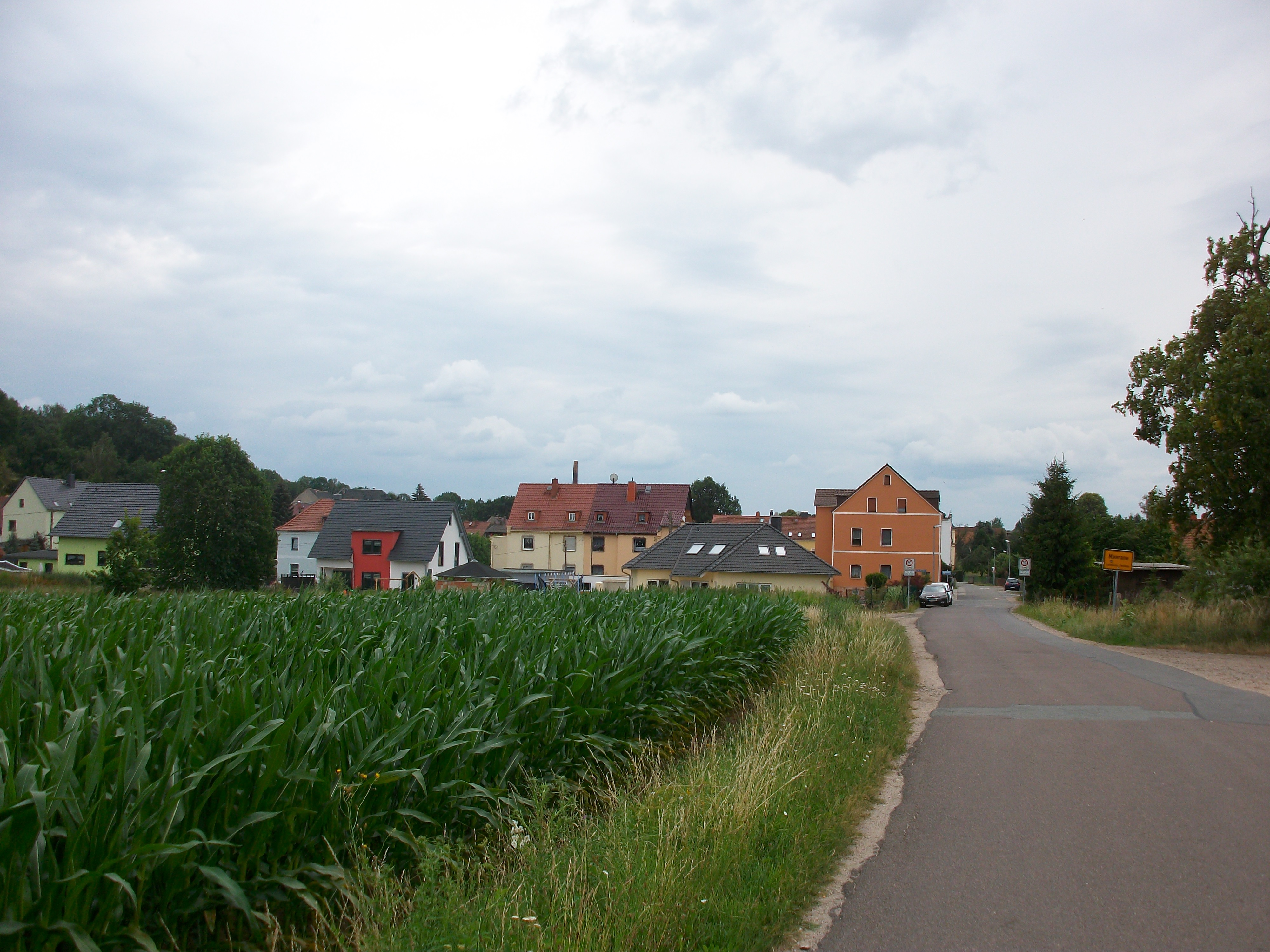
Untergötzenthal, Ortseingang aus Richtung Hainichen

Untergötzenthal gehörte als Lehen der Schönburger zum wettinischen Amt Altenburg, welches ab dem 16. Jahrhundert aufgrund mehrerer Teilungen im Lauf seines Bestehens unter der Hoheit folgender Ernestinischer Herzogtümer stand: Herzogtum Sachsen (1554 bis 1572), Herzogtum Sachsen-Weimar (1572 bis 1603), Herzogtum Sachsen-Altenburg (1603 bis 1672), Herzogtum Sachsen-Gotha-Altenburg (1672 bis 1826). Bei der Neuordnung der Ernestinischen Herzogtümer im Jahr 1826 kam Untergötzenthal wiederum zum Herzogtum Sachsen-Altenburg. Die Grundherrschaft über Untergötzenthal lag bis ins 19. Jahrhundert beim Rittergut Hainichen.
Nach der Verwaltungsreform im Herzogtum Sachsen-Altenburg gehörte Untergötzenthal bezüglich der Verwaltung zum Ostkreis (bis 1900) bzw. zum Landratsamt Ronneburg (ab 1900). Zu dieser Zeit hatte Untergötzenthal 258 Einwohner. Der Ort gehörte ab 1918 zum Freistaat Sachsen-Altenburg, der 1920 im Land Thüringen aufging. 1922 kam er zum Landkreis Altenburg. Zu dieser Zeit gehörte Untergötzenthal als Ortsteil zur Stadt Gößnitz.

### (Ober-)Götzenthal
Obergötzenthal gehörte bis in die zweite Hälfte des 19. Jahrhunderts zu den Schönburgischen Herrschaften. Es wurde als Amtsdorf durch die schönburgische Herrschaft Glauchau, Amt Hinterglauchau verwaltet.
Nachdem auf dem Gebiet der Rezessherrschaften Schönburg im Jahr 1878 eine Verwaltungsreform durchgeführt wurde, kam Obergötzenthal im Jahr 1880 zur neu gegründeten Amtshauptmannschaft Glauchau. Der zu dieser Zeit nur noch Götzenthal genannte Ort hatte zu dieser Zeit 48 Einwohner. (Ober-)Götzenthal gehörte seit 1918 zum Freistaat Sachsen.

### Geschichte von Götzenthal seit 1928
Im Jahr 1928 erfolgten ein Gebietsaustausch und eine Grenzbereinigung zwischen dem Freistaat Sachsen und dem Land Thüringen. Dadurch wurde der bis dahin zum thüringischen Gößnitz gehörige Ortsteil Untergötzenthal vollständig an Sachsen abgetreten und am 1. April 1928 in die sächsische Stadt Meerane eingemeindet.
(Ober-)Götzenthal wurde hingegen erst am 1. Juli 1939 nach Meerane eingemeindet. Durch die zweite Kreisreform in der DDR kam Götzenthal als Ortsteil der Stadt Meerane im Jahr 1952 zum Kreis Glauchau im Bezirk Chemnitz (1953 in Bezirk Karl-Marx-Stadt umbenannt), der ab 1990 als sächsischer Kreis Glauchau fortgeführt wurde und 1994 im Landkreis Chemnitzer Land bzw. 2008 im Landkreis Zwickau aufging. Am 1. März 2011 wurde Götzenthal, das meist mit dem Nachbarort Crotenlaide gemeinsam genannt wird, als Gemeindeteil von Meerane gestrichen.

## Verkehr
Direkt westlich von Götzenthal verläuft die Bahnstrecke Glauchau-Schönbörnchen–Gößnitz durch die Ortsflur ohne Halt. Etwas weiter westlich befindet sich parallel dazu die Bundesstraße 93.